# Качиці (Свентокшиське воєводство)
Качиці (пол. Kaczyce) — село в Польщі, у гміні Ліпник Опатовського повіту Свентокшиського воєводства.
Населення — 196 осіб (2011).
У 1975-1998 роках село належало до Тарнобжезького воєводства.

## Демографія
Демографічна структура на день 31 березня 2011 року:
|          | Загалом | Допрацездатний вік | Працездатний вік | Постпрацездатний вік |
| -------- | ------- | ------------------ | ---------------- | -------------------- |
| Чоловіки | 103     | 25                 | 65               | 13                   |
| Жінки    | 93      | 19                 | 50               | 24                   |
| Разом    | 196     | 44                 | 115              | 37                   |